# Ломовка (приток Чёрной)
Ломовка — небольшая река в Пермском крае России, протекает в западной части Гайнского района. Является правым притоком реки Чёрная. Длина реки составляет 4 км.

## Гидрография
Берёт начало в Пинчуковском болоте, на высоте ≈162 м над уровнем моря, примерно в 4 км западнее села Усть-Чёрная. Примерно в километре от устья, через реку перекинут мост. От истока течёт 2 км на восток, затем сворачивает на северо-восток. Впадает в Чёрную на высоте 143 м над уровнем моря, в 5 км от устья.